# 阿茲特蘭
阿茲特蘭（Aztlān，納瓦特語：[ˈast͡ɬaːn]，意為「白地」）是傳說中阿茲特克人的祖居地。“阿兹特克人”的意思就是“来自阿兹特兰的人”。
在殖民时期的多份文献中提到阿兹特兰，这些记录描述了多个迁徙到中墨西哥的部落，其中墨西加人（即后来建立墨西哥-特诺奇提特兰的人）在所有记述中均有提及。
关于阿兹特兰的位置，历史学家普遍认为其位于墨西哥西北部或美国西南部。但这个地名到底是真实地理还是神话场景，尚无定论。

## 傳說
傳說中，不同纳瓦人部落最初生活在奇科莫斯托克——七洞之地，每个洞穴代表一个纳瓦人部落，包括索奇米尔卡人（Xochimilco）、特拉维卡人（Tlahuica）、阿科尔瓦人、特拉斯卡拉人、特帕内克人、查尔卡人（Chalco）和墨西加人。传说奥尔梅克-希卡兰卡人（Olmec-Xicalanca）和沙尔托卡梅卡人（Xaltocameca）也来自阿兹特兰。这些部落因共同的语言起源被统称为“纳瓦尔特卡人”（即纳瓦人）。之后，他们离开洞穴，迁至阿兹特兰附近定居。
关于阿兹特兰的记述有所不同。有的描述它为天堂般的地方，而《奥宾手抄本》（Codex Aubin）则提到阿兹特克人一个叫阿兹特卡·奇科莫斯托卡（Azteca Chicomoztoca）的暴君压迫，最后在祭司带领下逃离。途中，维齐洛波奇特利神让他们改称“墨西加”，放弃“阿兹特卡”之名。19世纪学者洪堡和普雷斯科特将《奥宾手抄本》中的“Azteca”译为“阿兹特克”。
一些人认为，1064年超新星蟹状星云爆发后不久，这七个部落开始向南迁徙。每个部落据传都在中墨西哥建立了重要城邦。2004年对《特拉特洛尔科年表》（Anales de Tlatelolco）的翻译中提到，阿兹特兰的唯一离开日期为1065年1月4日的“四鹰日”。
克里斯托瓦尔·德尔·卡斯蒂略（Cristobal del Castillo）在其著作中记载，阿兹特兰岛周围的湖泊被称为“月亮湖”（Lake of the Moon）。另有传说描述，一名男子听到鸟儿叫他“现在就去吧”，首领将此视为信号，带领族人开启长途迁徙。墨西加人在其部落神維齊洛波奇特利的指示下，讓四位祭司抬著祂的神像，領著墨西加人划小船離開阿茲特蘭，向外遷徙，沿途神也通过祭司激励族人，让他们找到仙人掌上鹰栖的湖边建城。
这段迁徙历时200年，族人曾在托尔特克首都托兰驻留。部分人留在托兰，其他人继续前行，直到看到湖中的仙人掌上有鹰叼蛇的景象，最终在特斯科科湖上建立了特诺奇提特兰城──意為“仙人掌果實之地”，作为阿兹特克帝国的中心。

## 可能的阿兹特兰地点
历史学家迪戈·杜兰（Diego Durán，约1537-1588年）记录了阿兹特克皇帝蒙特苏马一世试图通过派遣武士和智者组成的探险队寻找阿兹特兰的历史。据杜兰所述，探险队找到了具有阿兹特兰特征的地方。然而，这些记述是在征服特诺奇提特兰后不久写成，且当时美洲地图尚未完全绘制，因此无法提供精确位置。
20世纪60年代，墨西哥知识分子开始认真考虑纳亚里特的梅斯卡尔蒂坦（Mexcaltitán）可能是传说中的阿兹特兰。最早提出此观点的是19世纪末的历史学家阿尔弗雷多·查韦罗（Alfredo Chavero）。在他去世后，一些学者如维格伯托·希门尼斯·莫雷诺（Wigberto Jiménez Moreno）等对其主张进行了验证，并认为是可行的，但此论断仍存在争议。
一些学者认为，鉴于各种矛盾的记述，要找到阿兹特兰的真实位置几乎或完全不可能。

## 词源
“阿兹特兰”的确切含义尚不明确。一个建议的解释为“鹭的地方”或“白鹭的栖地”——这是《墨西加约特年表》（Crónica Mexicayotl）中所给出的解释，但按纳瓦特尔语构词法，这并不可能。“白鹭之地”应为“Aztatlan”。其他解释还包括“白色之地”及“工具附近之地”等。

## 奇卡诺运动中的象征意义
阿兹特兰作为前哥伦布时期墨西哥文明起源地的概念，已成为墨西哥多个民族主义运动的象征。
20世纪60年代，诗人阿鲁里斯塔（Alurista，本名阿尔贝托·巴尔塔萨·乌里斯塔·赫雷迪亚）在科罗拉多丹佛举行的国家奇卡诺青年解放会议上首次提出阿兹特兰的概念。他的诗被称为《阿兹特兰宣言》或《阿兹特兰精神计划》的序言。对一些奇卡诺人（墨西哥裔美国人的一种身份认同）来说，阿兹特兰指的是1846-1848年美墨战争后被美国购得的墨西哥领土，成为一种法理权利的象征。一些奇卡诺倡导者甚至提议在美国西南部建立一个新的民族政府，即“北方共和国”（República del Norte）。
加州大学洛杉矶分校奇卡诺研究中心出版的奇卡诺研究期刊也名为《阿兹特兰》。

阿兹特兰象征着奇卡诺人对其遗产和历史的认同。这个传说成为一种共有的记忆，联系着离散社区中的许多人。像阿兹特克人一样，墨西哥裔美国人也离开故乡寻找更好的生活或机遇，许多奇卡诺人认为他们在重走祖先的道路，或至少感到与这个神话存在象征性的联系。许多奇卡诺人将阿兹特兰视作一种精神指引，而非具体的地理位置。

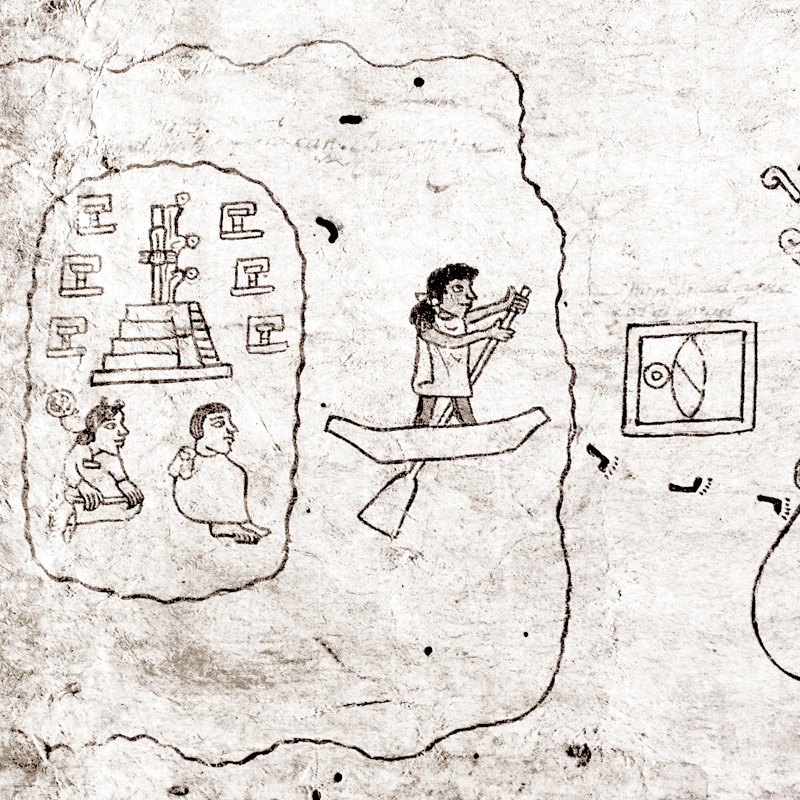
波杜里尼手抄本的首頁，敘述阿茲特克人離開阿茲特蘭的故事。